# T. H. Parry-Williams
Thomas Herbert Parry-Williams (* 21. September 1887 in  Rhyd Ddu; † 3. März 1975) war ein walisischer Dichter und Schriftsteller.

## Leben
1905 begann Parry-Williams ein Walisischstudium in Aberystwyth und setzte sein Studium später in Oxford, Freiburg und Paris fort. Im Jahr 1920 kehrte er nach Aberystwyth zurück und war dort als Dozent und Professor tätig.